# Leptosuchus
Leptosuchus is een geslacht van uitgestorven leptosuchomorfe phytosauriërs met een complexe taxonomische geschiedenis. Er zijn fossielen gevonden van de Dockum-groep en de lagere Chinle-formatie in Texas, New Mexico en Arizona en dateren uit het Carnien van het Laat-Trias.
Momenteel wordt aangenomen dat er vier soorten Leptosuchus zijn. Alle soorten hebben een vergelijkbare positie gemeen van de welving tussen de bovenste slaapvensters onder het schedeldak en een achterste uitsteeksel van het squamosum dat verder reikt dan het de processus paroccipitales. De typesoort is Leptosuchus crosbiensis, die in 1922 werd benoemd op basis van materiaal gevonden in Texas. Leptosuchus adamanensis werd voor het eerst beschreven in 1930 als een soort van Machaeroprosopus uit de Blue Mesa-afzetting van het Petrified Forest National Park, samen met de twee soorten Leptosuchus lithodendrorum en Leptosuchus gregorii. Pas bij de publicatie van een artikel uit 1995 over tetrapoden in het zuidwesten van de Verenigde Staten werd erkend dat deze soorten tot het geslacht Leptosuchus behoorden. Vanwege de kenmerkende grootte van de rostrale kam bij Leptosuchus gregorii, werd het echter in datzelfde artikel toegewezen aan zijn eigen geslacht Smilosuchus. Desondanks is Leptosuchus gregorii onlangs gezien als behorend tot Leptosuchus, omdat wordt aangenomen dat de grote, volledige kam onafhankelijk is ontwikkeld in deze specifieke soort.
De nauwe verwantschap van Leptosuchus en Machaeroprosopus met Rutiodon heeft ertoe geleid dat sommige paleontologen zijn gaan geloven dat de vorige twee synoniem waren met Rutiodon, waarbij de naam van de laatste anciënniteit had. Verschillende kenmerken die in de drie phytosauriërs worden gezien, zijn toegeschreven aan seksuele dimorfie, verschillende groeistadia of individuele variatie, terwijl overeenkomsten te zien waren in de rostrale kam en de positie van de neusgaten. Eerder werd aangenomen dat dit verschillende geslachten waren vanwege de geografische isolatie die te zien was bij Noord-Amerikaanse phytosauriërs; resten van Leptosuchus werden voornamelijk gevonden in zuidelijke vindplaatsen, terwijl resten van Rutiodon te vinden waren in meer oostelijke vindplaatsen. Andere studies concludeerden dat het synoniem was met Machaeroprosopus of Phytosaurus. Een studie uit 1998 vond opnieuw dat Leptosuchus een soortgenoot was van Rutiodon, maar sindsdien heeft een andere studie gesuggereerd dat de typesoort Rutiodon carolinensis, hoewel nog steeds erg vergelijkbaar met Leptosuchus, synoniem is aan Angistorhinus.
Leptosuchus imperfecta is bekend van een gedeeltelijke schedel UMMP 7523, van dezelfde vindplaats als het holotype van Leptosuchus crosbiensis. Het werd als fragmenten verzameld en weer in elkaar gezet. Long en Murry (1995) beschouwden het als een nomen nudum, omdat er nooit volledige formele documentatie van dit exemplaar was. Ze verwezen het door naar Leptosuchus adamanensis. Camp (1930) en Ballew (1989) verwezen het naar Leptosuchus crosbiensis. Stocker (2010) stelde dat het exemplaar geen fylogenetisch informatieve kenmerken toont en mogelijk synoniem is aan Leptosuchus crosbiensis, omdat de eigenschappen identiek zijn aan die van Leptosuchus crosbiensis.